# Samuel Joslin
Samuel Joslin (Londra, 18 gennaio 2002) è un attore britannico.

## Biografia
Ha debuttato al cinema a 9 anni nel film The Impossible, nel ruolo di uno dei tre figli di Naomi Watts ed Ewan McGregor. In seguito ha preso parte nel film Paddington e nei suoi sequel.

## Filmografia

### Cinema
- The Impossible, regia di Juan Antonio Bayona (2012)
- The Nostalgist, regia di Giacomo Cimini - cortometraggio (2014)
- Paddington, regia di Paul King (2014)
- Paddington 2, regia di Paul King (2017)
- Paddington in Perù (Paddington in Peru), regia di Dougal Wilson (2024)

### Televisione
- The Go-Between, regia di Pete Travis – film TV (2015)
- Houdini and Doyle – miniserie TV, 1 episodio (2016)

## Doppiatori italiani
Nelle versioni in italiano delle opere in cui ha recitato, Samuel Joslin è stato doppiato da:
- Gabriele Caprio in Paddington, Paddington 2, Paddington in Perù
- Riccardo Suarez in The Impossible